# Desmos elmeri
Desmos elmeri là loài thực vật có hoa thuộc họ Na. Loài này được P.T.Li mô tả khoa học đầu tiên năm 1993.